# 블렌디드
《블렌디드》(영어: Blended)는 2014년 공개된 미국의 로맨틱 코미디 영화이다.

## 줄거리
최근 이혼한 로런과 아내와 사별한 짐은 소개팅에서 만났다가 서로 최악의 인상을 남기고 헤어진다. 하지만 운명의 장난으로 남아프리카 공화국 리조트에서 만나 같은 방을 공유하면서 각자의 아이들과 함께 가족 활동에 반강제로 참여하게 된다.

## 출연
- 애덤 샌들러 - 짐 프리드먼 역
- 드루 배리모어 - 로런 레이놀즈 역
- 벨라 손 - 힐러리 "래리" 프리드먼 역
- 브랙스턴 베컴 - 브렌던 레이놀즈 역
- 에마 퍼먼 - 에스펀 "ESPN" 프리드먼 역
- 카일 레드 실버스틴 - 타일러 레이놀즈 역
- 얼리비아 앨린 린드 - 루이즈 "루" 프리드먼 역
- 테리 크루스 - 니컨스 역
- 케빈 닐런 - 에디 워닉 역
- 제시카 로 - 진저 워닉 역
- 잭 헨리 - 제이크 워닉 역
- 웬디 매클렌던커비 - 젠 파머 역
- 조엘 맥헤일 - 마크 레이놀즈 역
- 재키 샌들러 - 할리우드 새엄마 역
- 압둘라예 은곰 - 음파나 역
- 수전 예이글리 - 남부 새엄마 역
- 애나 콜웰 - 버블스 역
- 셔킬 오닐 - 더그 역
- 댄 패트릭 - 딕 역
- 로런 랩커스 - 트레이시 역
- 메리 팻 글리슨 - 약국 계산대 직원 역
- 앨런 코버트 - "10초" 톰 역
- 알렉시스 아켓 - 조지 스티처 역

## 기타 제작진
- 책임 제작: 제임스 파커, 스티븐 므누신

## 수상 및 후보
- 2015년 제35회 골든 라즈베리 시상식 후보 최악의 남우, 여우 주연상, 남우 조연상